# Martina Porcile
Martina Porcile (...) è un'artista marziale italiana.

## Biografia
Inizia a praticare judo dai 6 ai 12 anni e successivamente ju jitsu all'età di dodici anni, con il maestro Alfredo Fazio nella palestra Spazio Danza a Sampierdarena. Nel 2022 ha vinto il campionato mondiale della Ju-Jitsu International Federation nella categoria Adults Ju-Jitsu Fighting Female -48 kg ad Abu Dhabi.

## Palmarès

### Competizioni Maglia Azzurra

#### Mondiali
- Abu Dhabi  Emirati Arabi Uniti 2022 fighting
- Ulan Bator  Mongolia 2023 fighting

#### Europei
- Nahariya  Israele 2022 fighting femminile
- Maintal  Germania 2021 fighting femminile